# الربة

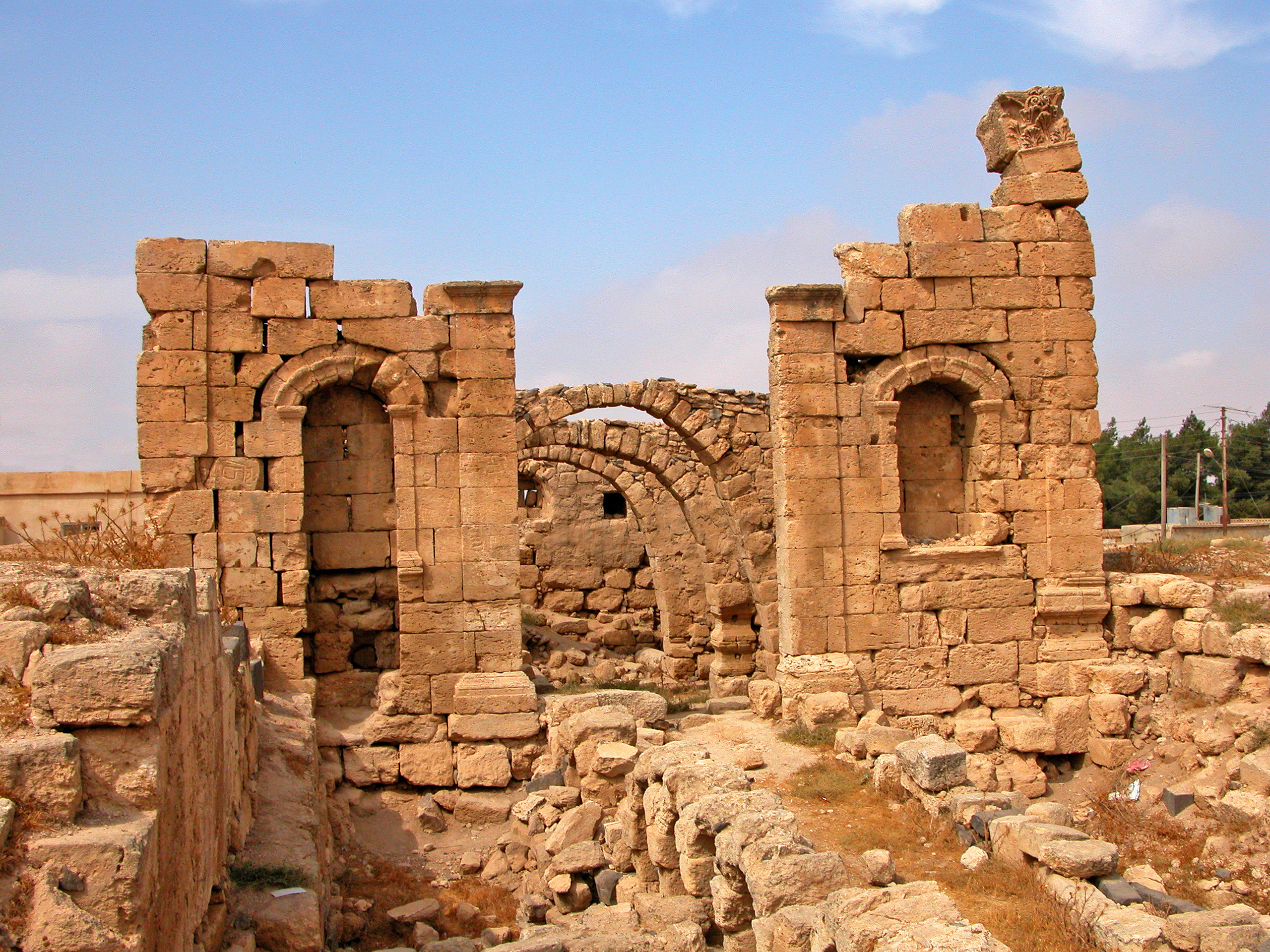
Roman and Byzantine Ruins at Er Rabba

الربة بلدة أردنية تاريخية، تتبع لواء القصر في محافظة الكرك جنوب العاصمة عمّان. كانت من أعظم مدن مؤاب في العصور القديمة وسميت «بربة مؤاب». تقع ربة مؤاب وسط سهل خصيب، وتطل على وادي الموجب والبحر الميت وجبال القدس. ويحيط بها عدة قرى، فمن الجنوب يحدها قُرى راكين والوسية، ومن الشرق يحدها بلدة الجديدة ومن الشمال تحدها قصبة لواء القصر، ومن الغرب يحدها قُرى بيتر ودمنة، ومن الشمال الغربي يحدها بلدة الياروت. وتقع الربة على الطريق الملوكي القديم. من أهم طرقها الخارجية: الطريق الملوكي الجنوب المؤدي لمدينة الكرك وجنوب الأردن، والطريق الملوكي الشمالي المؤدي لوادي الموجب، والطريق الشرقي المؤدي إلى اللجون.

## التاريخ

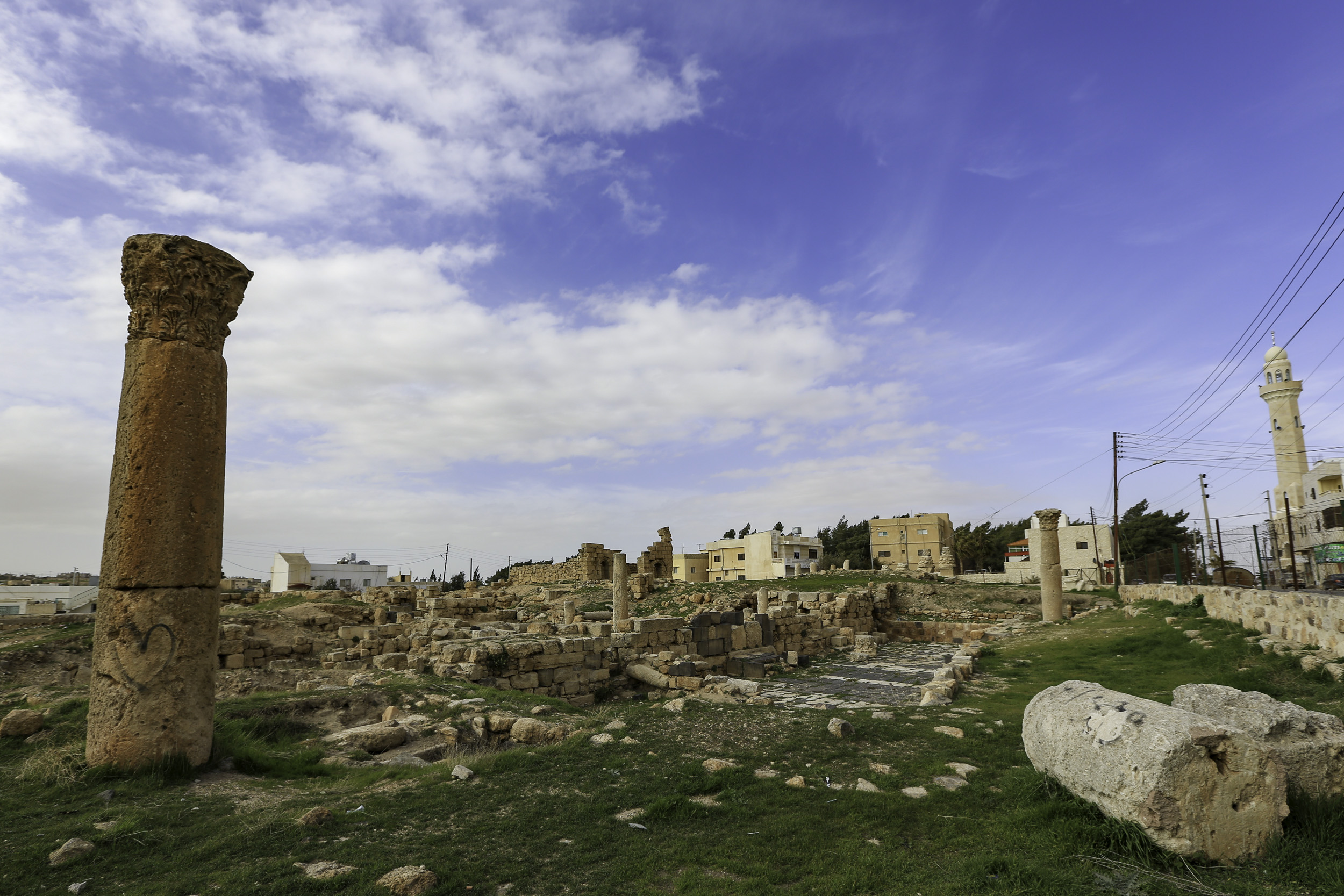
صورة عامة للقرية

كانت الربة من أعظم مدن مؤاب في العصور القديمة، فقد ذكرت في التوراة باسم «ارمؤاب»، وفي العهد الروماني باسم «اربوبوليس» أي مدينة آله الحرب. ومرت على الربة فترات تاريخية، كالبرونزية والحديدية والهلنستية والنبطية والرومانية والبيزنطية والأموية والعباسية والفاطمية والإسلامية والأيوبية والمملوكية والعثمانية.
كما وصف الرحالة الذين مروا بموقع الربة في القرن التاسع عشر في كتاباتهم بالهام لما تحتويه من آثار كبيرة تدل على أنه كان للربة شأن. وتحتل مركزاً مهماً على الطريق السلطاني الملوكي.
ازدهرت مدينة الربة في عهد ملوك الأنباط إلى عام 106 ق.م كما تشير مجموعة فريدة من الأواني الفخارية التي وجدت فيها أنها تعود إلى القرن الأول قبل الميلاد. واهتم الأنباط بالزراعة كما تشير خزانات المياه العديدة إلى أبار جمع المياه التي يزيد عددها على 1000 بئر ماء.
وكانت الربة إحدى المحطات الرئيسية في عهد الرومان 106 إلى 324 ميلادي بعد أن استولى تراجانوس على مملكة الأنباط وضمها إلى الإمبراطورية الرومانية باسم الولاية العربية. وقام الرومان برصف طريق السلطاني من بصرى إلى عمّان فالربة فالبتراء، حيث كانت القوافل المتجهة من بلاد الشام إلى مصر وشمال أفريقيا تمر بموقع الربة بالطريق الماثل حاليا أمام المعبد الأثري باسم طريق تراجان.
أصبحت الربة مركزا اداريا في الولاية العربية التي ذكرتها مخطوطات البردي التي اكتشفت في مركز البحر الميت على أنها مقر الحاكم الروماني عام 127م. وساد المدينة آنذاك نهضة عمرانية كما تدل الآثار الباقية فيها. وحافظت الربة على مركزها في الفترة البيزنطية 324- 634 ميلادي كعاصمة لمؤاب وكانت مقرا للأسقف وتظهر بها عدة كنائس منها واحدة تقع جنوب المعبد وأخرى اكتشفت عام 1962 في الشرق من المعبد الروماني. كما حافظت الربة على ازدهارها حيث يصفها المقدسي في أحسن التقاسيم في القرن العاشر للميلاد أن مؤاب في الجبل كثيرة الغرس واللوز والأعشاب. وظهرت الربة على فسيفساء ماعين في القرن السادس الميلادي وفتحها القائد المسلم أبو عبيدة عامر بن الجراح عام 634 ميلادي لانها كانت تعتبر ذات موقع استراتيجي بين الجزيرة العربية ودمشق.
آثارها
- يشاهد الزائر للربة أعمدة منحوتة ومزخرفة ومعبد لا يزال قائما الذي يوجد على جانبي مدخله محرابان صغيران ويوجد في الجهة الجنوبية بركة تزيد مساحتها على 2000 متر مربع وأخرى بمساحة 10 دونمات تقع شرق حدود التنظيم الحالية.
- في عام 1969 اكتشف في الربة قبر عليه لوحة حجرية طولها 106 سنتيمترات وسمكها 26 سنتيمترا وارتفاعها 50 سنتيمترا مكتوب عليها ما يشير أنه قبر زيد بن علي (زين العابدين) بن الحسين بن علي بن أبي طالب.

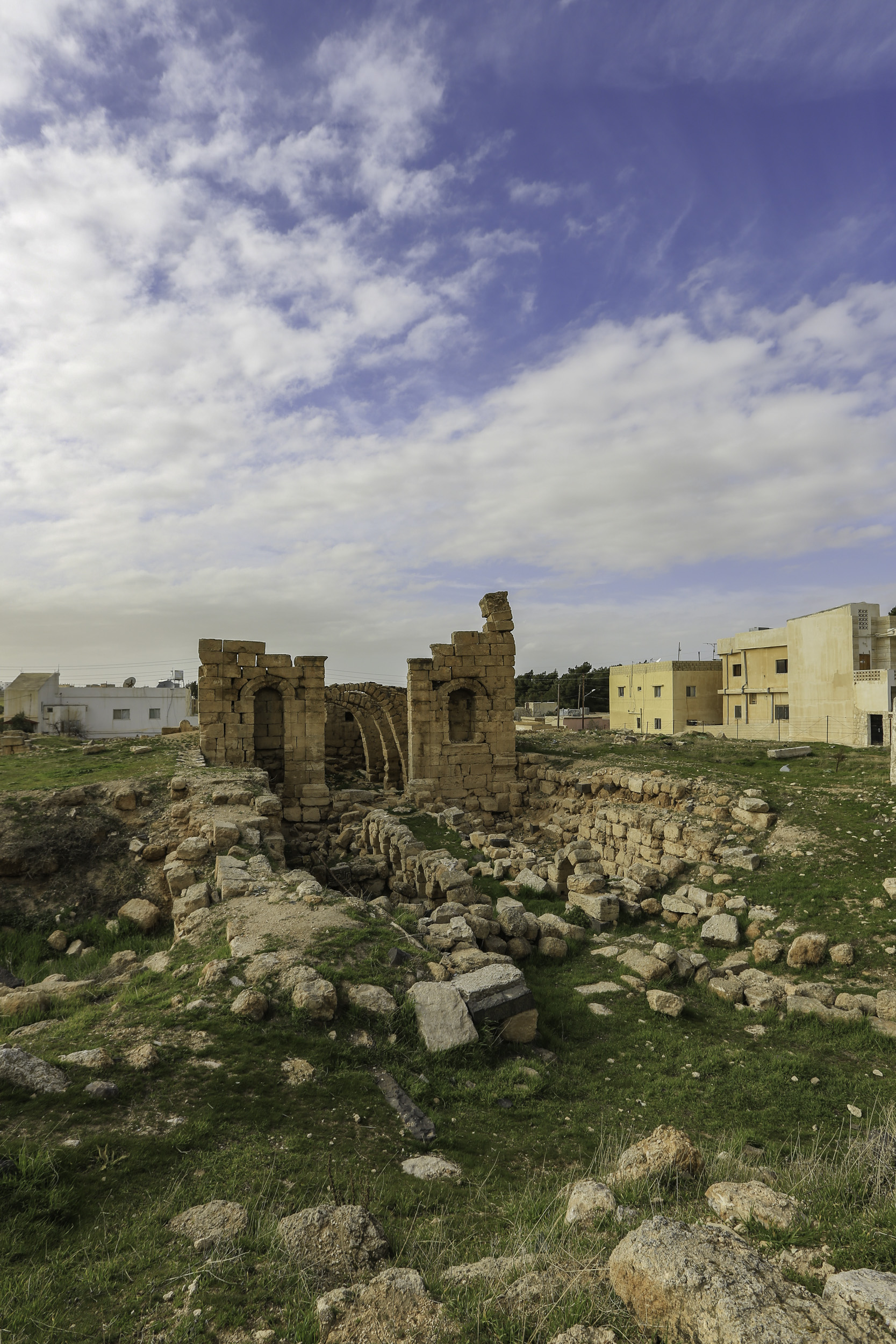
الآثار الرومانية والبيزنطية

## المعالم
ازدهرت الربة الآن واتسع العمران فيها حيث تبلغ مساحتها 13220 دونم يقع منها ضمن التنظيم خمسة آلاف دونم ويزيد مجموع أطوال على 12 كيلو متر وتشتمل على جميع الخدمات:
- يقع على أرضها كلية الزراعة التابعة لجامعة مؤتة
- ومركز إقليمي الربة للبحوث الزراعية
- مشروع إدارة المصادر الزراعية لمحافظتي الكرك والطفيلة
- مركز الأمير الحسن للتشخيص المبكر للإعاقات
- مركز الأميرة تغريد للتدريب والتأهيل
- مركز صحي الربة
- مدارس تعليمية للبنين والبنات ولجميع المراحل

## الزراعة
ازدهرت الزراعة بسبب خصوبة الأرض ووفرة المياه والسبب الأكبر وجود كلية الزراعة التابعة ل جامعة مؤتة ومركز البحوث الزراعية، وهناك مساحات شاسعة تزرع بالقمح والشعير والحمص، بالإضافة لذلك هناك أراضي واسعة مزروعة بأشجار الزيتون والأشجار الحرجية والأشجار المثمرة وأنشئ فيها قبل عدة سنوات معصرة للزيتون تعرف بمعصرة الربة.

## التجارة
تمتلك الربة سوق واسع يوفر كل شيء للمواطنين ويوفر التجارة لأبنائها، بالإضافة لذلك يوجد المدينة الحرفية وفيها العديد من الحرفيين من أهل الربة.

## الرياضة
شكلت تجربة نادي الربة مطلع الثمانينات علامة فارقة في تاريخ الرياضة في الجنوب بعدما سجل فريق النادي لكرة القدم تجربة فريدة من نوعها بإثبات الذات وحضور لافت خلال فترة قياسية ليدوّن اسمه بأحرف من نور في سجلات بطولات اتحاد كرة القدم.
تجربة نادي الربة الذي وصل إلى مصاف أندية الدرجة الأولى لم تدم طويلا، ذلك أن الفريق كافح لمواصلة مشواره والتأهل للدوري الممتاز لكن الظروف التي أحاطت به لم تخدمه، فبعد هبوطه إلى الدرجة الثانية آنذاك طوت صفحات النادي المشرقة بعد قرار دمج أندية لواء القصر ودخلت غياهب النسيان وإن لم تغب ذكراه الجميلة عن الأذهان ما بين الفينة والأخرى.
تأسس نادي الربة عام 1979، وتدرج الفريق إلى أن وصل الدرجة الأولى عام 81 وخاض العديد من اللقاءات الرسمية والودية مع فرق منها الفيصلي والوحدات والجيل والجزيرة والبقعة واليرموك والقوقازي والقادسية على مدار عامين قبل أن تتوقف مسيرة النادي أواخر عام 84 بالهبوط ودمج النادي مع أندية لواء القصر.
تشكيلة الفريق كانت تضم كل من الحارس أحمد ناجي، وبدر وسليم الرجبي وشاهر وصحن المجالي وعمر فلاح ومحمد فاضل وطايل ومحمد عبد القادر وعدنان البشابشة ومحمد عبد الكريم وحازم حمد وكمال عبد الرحيم ورضا بشار وخضر عبد الكريم وحامد الخطيب ومازن ومحمد فطافطة ومحمد البردويل ومحمد عبيدات وأنور العيساوي ويتوقف عند أبرز اللقاءات التي خاضها فريق الربة وكانت مع الوحدات في بطولة كأس الأردن عام 82"المباراة أقيمت على ستاد عمان وانتهى الشوط الأول بنتيجة التعادل 1 - 1 وسجل هدف الربة سليم الرجبي، واستمرت النتيجة كما هي في الشوط الثاني، وقام الحكم إسحاق أبو علي بتمديد المباراة شوطين إضافيين بدلاً من اللجوء إلى الركلات الترجيحية وفقا للتعليمات آنذاك، وقبل نهاية الشوط الإضافي الثاني أدرك الوحدات هدف الفوز بشق الأنفس وبشهادة المتابعين.
وفي عام 2003 تم العمل على إعادة تأسييس النادي تحت مسمى «نادي الأمير زيد بن الحسين» واستمر بمشواره المعطاء لكن بمستوى أقل من السابق نظرا لضعف الإمكانيات. وفي عام 2012 تم العمل على إعادة المسمى القديم للنادي ليصبح «نادي الربة» حيث يطمح النادي إلى العودة إلى مصاف الدرجة الأولى ويكمل مشواره بتضافر جميع الجهود.
ويوجد في الربة ملعب لكرة القدم وصالة رياضية تقام فيهما العديد من الأنشطة الرياضية.